# اینترپل (فیلم ۱۹۵۷)
اینترپل (انگلیسی: Interpol) فیلمی است که در سال ۱۹۵۷ منتشر شد. از بازیگران آن می‌توان به ویکتور ماتیور، آنیتا اکبرگ و تروور هاوارد اشاره کرد.